# Begonia scintillans
Espèce
Begonia scintillans est une espèce de plantes de la famille des Begoniaceae.
L'espèce fait partie de la section Diploclinium.
Elle a été décrite en 1920 par Stephen Troyte Dunn (1868-1938).

## Répartition géographique
Cette espèce est originaire du pays suivant : Inde.